# 石動あゆま
石動 あゆま（いするぎ あゆま、1月26日 - ）は、日本の漫画家.

## 経歴・作風
2000年に『COMIC Crimson』（創美社）にて『コーセルテルの竜術士』でデビュー。同誌にて約3年間の連載となったが雑誌休刊に伴い、2003年6月に一旦完結。
その後、『コミックZERO-SUM』（一迅社）に移籍して、続編となる『コーセルテルの竜術士物語』を2004年4月（6月号）から2009年5月（7月号）まで連載。
2009年よりシリーズ3作目にあたる『コーセルテルの竜術士〜子竜物語〜』を連載開始。同年9月（11月号）から2012年12月（2013年2月号）まで連載され一時休載。
2013年2月（4月号）から、シリーズの番外編となる『イルベックの精霊術士』を連載。2014年の同作終了後に、『コーセルテルの竜術士〜子竜物語〜』の連載が再開された。
作風はいわゆるデフォルメタッチであり、非常に柔らかい絵柄が特徴。カラーイラストにはパステルカラーが頻繁に使用されている。

## 作品一覧

### 漫画
- 『コーセルテルの竜術士』（COMIC Crimson）全4巻
- 『コーセルテルの竜術士物語』（コミックZERO-SUM）全8巻
- 『コーセルテルの竜術士〜子竜物語〜』（コミックZERO-SUM）全14巻
- 『イルベックの精霊術士』（コミックZERO-SUM）全2巻
- 『コーセルテルの竜術士〜子竜冒険記〜』（ゼロサムオンライン）既刊1巻（2024年4月現在）

### 画集
- 『ななつの星とお月さま コーセルテルのイラスト集』（一迅社）2014年7月30日 ISBN 978-4-7580-5940-4